# Amazônia
Amazônia è il ventunesimo album in studio del musicista e compositore francese Jean-Michel Jarre, pubblicato il 9 aprile 2021 dalla Columbia Records.
L'album funge da colonna sonora di 52 minuti per la mostra Amazônia, un progetto del fotografo e regista Sebastião Salgado presentato da maggio a ottobre 2021 nel complesso della Philharmonie de Paris. Jarre aveva accesso al Museo di Etnologia nella città di Ginevra, in Svizzera.
La mostra si concentra sull'Amazzonia brasiliana, con oltre 200 fotografie e altri media di Salgado. In questo album è stata realizzata una combinazione di strumenti elettronici e orchestrali, e sono stati utilizzati anche suoni naturali. Oltre a una versione stereo standard messa in commercio su CD e LP, una versione binaurale e una versione audio surround 5.1 sono state rese disponibili per il download digitale.
Una nota nel libretto della copertina del CD afferma che una parte dei diritti d'autore sarà restituita alle comunità indigene dove sono state effettuate le registrazioni. Non è tuttavia chiaro come ciò sarà effettuato.

## Tracce
1. Amazônia Part 1 – 7:42
2. Amazônia Part 2 – 9:59
3. Amazônia Part 3 – 8:10
4. Amazônia Part 4 – 3:16
5. Amazônia Part 5 – 6:04
6. Amazônia Part 6 – 3:33
7. Amazônia Part 7 – 4:18
8. Amazônia Part 8 – 3:19
9. Amazônia Part 9 – 6:23